# Micrurus peruvianus
Micrurus peruvianus (перуанський кораловий аспід) — вид отруйних змій родини аспідових (Elapidae). Мешкає в Південній Америці.

## Поширення і екологія
Перуанські коралові аспіди мешкають в провінції Самора-Чинчипе на півдні Еквадору, зокрема в горах Кордильєра-дель-Кондор, в також в регіонах Кахамарка і Амасонас в басейні Мараньйону на півночі Перу. Вони живуть в низькогірських сухих тропічних лісах та в напівпустельних міжандійських передгір'ях, часто поблизу річок в басейні Мараньйону. Зустрічаються на висоті від 450 до 2217 м над рівнем моря.

## Збереження
МСОП класифікує стан збереження цього виду як близький до загрозливого. Helicops peruvianus загрожує знищення природного середовища.